# George Nelson
George D. Nelson, född 13 juli 1950, är en amerikansk astronaut.
Nelson var uttagen i astronautgrupp 8 den 16 januari 1978. Han gjorde sammanlagt tre resor med rymdfärjan mellan 1984 och 1988.

## Rymdfärder
- STS-41-C
- STS-61-C
- STS-26